# زبار (ناي بند)
زبار (بالفارسية: زبار) هي قرية تقع في إيران في قسم ناي بند الريفي. يقدر عدد سكانها بـ 1138 نسمة بحسب إحصاء 2016.